# Tarkan (album)
Tarkan is het vierde muziekalbum van de Turkse zanger Tarkan. Tarkan  is een verzamelalbum dat uitkwam in onder meer Nederland), Mexico, Argentinië, Brazilië, de Verenigde Staten en Japan. Het bevat nummers van A-Acayipsin en Ölürüm Sana. In eerste instantie kwam het album enkel in 1998 in Frankrijk uit. Tarkan bleek dusdanig succesvol dat het album op 1 april 1999 in de rest van Europa verscheen. Vanwege herhaald succes, kwam Tarkan op 27 september 1999 opnieuw uit. In Europa kwam het album uit in 1999, in de rest van de wereld in 2000. Tarkan leverde de Turkse zanger een World Music Award op.
Tarkans commercieel succesvolste nummer werd Şımarık. Het nummer met de kusjes werd een zomerhit en zowel in Europa als in Zuid-Amerika leverde de single en het compilatiealbum prijzen en platinumrecords op. Şımarık bereikte in Nederland en Frankrijk de derde plek van de hitlijst en in België de eerste. Het nummer werd verschillende keren gecoverd, onder meer door Holly Valance. Op de single Şımarık volgden Şıkıdım en Bu Gece. Van Şımarık en Şıkıdım waren eerder videoclips gemaakt, maar deze werden niet opnieuw gebruikt. Tarkan maakte twee nieuwe clips en veranderde de tekst van Şıkıdım lichtelijk.

## Tracklist
De zestien nummers van Tarkan met daarachter de duur van het nummer en de Nederlandse vertaling van de titel:
1. "Şımarık" (Radio Edit) - 3:10; Verwend
2. "Ölürüm Sana" - 4:05; Ik sterf voor je
3. "Bu Gece (Kır Zincirlerini)" (Remix 99) - 3:53; Vannacht (Breek Los)
4. "Şıkıdım (Hepsi Senin Mi?)" (Radio Mix) - 3:15; Uitdagend dansen (Is dit allemaal van jou?)
5. "Salına Salına Sinsince" - 3:55; Stiekem hobbelend
6. "Ikimizin Yerine" - 4:40; Voor ons allebei
7. "Inci Tanem" - 5:38; Mijn pareltje
8. "Dön Bebeğim" - 4:45; Keer terug schatje
9. "Başına Bela Olurum" - 4:12; Ik zal het onheil aan je hoofd zijn
10. "Gül Döktüm Yollarına" - 4:08; Ik heb rozen op je pad gegooid
11. "Unut Beni" - 5:27; Vergeet mij
12. "Beni Anlama" - 5:22; Begrijp mij niet
13. "Delikanlı Çağlarım" - 3:42; Mijn jeugdjaren
14. "Şımarık" (Lange Versie) - 3:54; Verwend
15. "Bu Gece (Kır Zincirlerini)" (Originele Versie) - 5:29; Vannacht (Breek Los)
16. "Şıkıdım (Hepsi Senin Mi?)" (Originele Versie) - 3:54; Uitdagend dansen (Is dit allemaal van jou?)

## Hitlijsten
| Album Hitlijsten (1998 / 1999) | Hoogste positie |
| ------------------------------ | --------------- |
| Duitse Albumchart              | 7               |
| Zwitserse Albumchart           | 17              |
| Oostenrijkse Albumchart        | 22              |
| Franse Albumchart              | 26              |
| Belgische Albumchart           | 30              |
| Nederlandse Albumchart         | 33              |
| Zweedse Albumchart             | 53              |